# Мост короля Фахда
Мост короля́ Фа́хда (араб. جسر الملك فهد‎, англ. King Fahd Causeway) — комплекс мостов и плотин, связывающих город Эль-Хубар (Саудовская Аравия) с островным государством Бахрейн. Назван в честь короля Саудовской Аравии Фахда ибн Абделя Азиз Аль Сауда.
Соглашение о строительстве объекта было подписано 8 июля 1981 года; само строительство началось через год. Первый камень в основание моста 11 ноября 1982 года заложили главы государств король Саудовской Аравии Фахд и эмир Бахрейна Иса II. Мост был построен к 1986 году; 25 ноября этого года состоялось торжественное открытие сооружения.
Проект полностью финансировался Саудовской Аравией и обошёлся в 1,2 миллиарда долларов США. Проложенная по мосту четырёхполосная дорога простирается на длину более 25 километров.
Комплекс мостов делится на три части: сочетание трёх мостов, ведущих из Эль-Хубара на искусственный остров на границе Саудовской Аравии и Бахрейна (в их число входит самый длинный мост, длиной 5194 м); мост, ведущий с искусственного острова на остров Умм-Насан; и ещё один мост, связывающий Умм-Насан с островом Бахрейн.
В феврале 2003 года на мосту короля Фахда бахрейнской полицией было арестовано пять человек, подозреваемых в связях с террористической организацией Аль-Каида. В марте 2011 года мост короля Фахда позволил оперативно перебросить 1000 саудовских военнослужащих и 500 полицейских ОАЭ для борьбы с беспорядками в Бахрейне (2011).

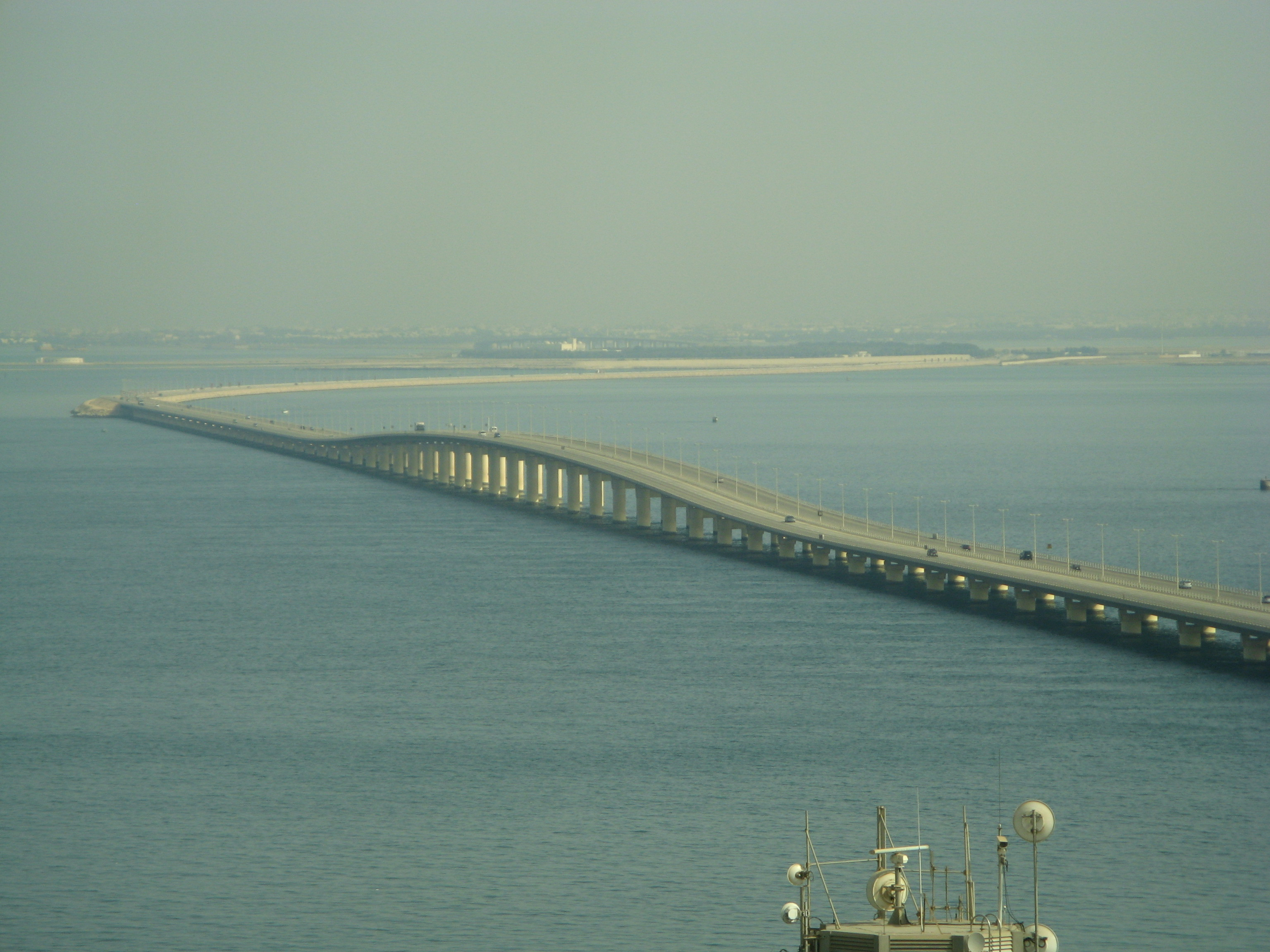
Мост короля Фахда